# Mailbird
Mailbird is een commercieel e-mailprogramma voor Windows 7 en hoger, waarmee men e-mails kan versturen en ontvangen, een kalender en contactenlijst kan bijhouden, taken kan beheren en videobellen.

## Beschrijving
De eerste publieke bètaversie van Mailbird verscheen op 2 april 2013. De software werd ontwikkeld door de Deense Michael Olsen en Michael Bodekaer.
Enkele aanwezige functies in Mailbird zijn:
- Ondersteuning voor meerdere mailaccounts (POP3 en IMAP)
- E-mailsluimer, om mails later te bekijken
- Snellezer
- Kalender
- Zoekfunctie
- Verplaatsen van e-mails tussen verschillende accounts
- In-line beantwoorden, voor het plaatsen van antwoorden in gedeeltes van de e-mail
- Ondersteuning voor Gmail, Outlook, Yahoo Mail, Hotmail en Exchange